# Бекстром, Ральф
Ральф Джеральд Бэкстром (англ. Ralph Backstrom; 18 сентября 1937, Киркланд-Лейк — 7 февраля 2021, Уинсор) — канадский хоккеист, игравший на позиции центрального нападающего. Шестикратный обладатель Кубка Стэнли в составе «Монреаль Канадиенс» (1959, 1960, 1965, 1966, 1968, 1969), шестикратный участник матчей всех звёзд НХЛ.

## Карьера

### Игровая карьера
После четырёх сезонов за юношескую команду «Монреаль Юниор Канадиенс» и «Оттаву Халл-Канадиенс», в составе которой выиграл два трофея Мемориальный Кубок Джорджа Ричардсона и Мемориальный кубок. В 1958 году присоединился к «Монреаль Канадиенс», по итогам первого сезона получил награду Колдер Трофи, как лучший новичок лиги, сыгравший полный сезон и в том же году завоевал свой первый Кубок Стэнли в карьере. В последующие годы в составе «Канадиенс» он завоевал ещё пять Кубков Стэнли.
Потеряв место в составе в сезоне 1970/71 он играл в «Лос-Анджелес Кингз» (1971—1973) и «Чикаго Блэкхокс», в котором по окончании сезона завершил карьеру в НХЛ. В последующие годы играл в ВХА за три команды «Чикаго Кугарс» (1973—1975), «Денвер Спёрс»/«Оттава Чивилс» (1975—1976) и «Нью-Инглэнд Уэйлерс» (1976—1977), после чего завершил карьеру игрока.
Участник Суперсерии 1974 года против сборной СССР в составе сборной Канады. Он стал вторым бомбардиром канадской сборной и вторым игроком по набранным очкам по итогам Суперсерии; само противостояние двух сильнейших сборных завершилось в пользу советской команды. (4 победы, 3 ничьи и 1 победа канадцев).

### Тренерская и скаутская карьера
В течение девяти сезонов работал в качестве главного тренера «Денвер Пионерс», команду представляющую Денверский университет, после чего возглавил «Финикс Роадруннерс».
С 1999 по 2002 год был скаутом в «Сент-Луис Блюз», после чего основал команду «Колорадо Иглз», которой владел в течение трёх лет.

## Смерть
Скончался на 84-м году жизни в американском Уинсоре после продолжительной болезни; у него была диагностирована энцефалопатия третьей стадии.